# ایمی رابینسون
ایمی رابینسون (انگلیسی: Amy Robinson؛ زادهٔ ۱۳ آوریل ۱۹۴۸) بازیگر، و تهیه‌کننده فیلم اهل ایالات متحده آمریکا است.

## زندگی‌نامه
رابینسون در ترنتون، نیوجرسی بزرگ شد و در کالج سارا لارنس تحصیل کرد. بعدها در مؤسسه ساندنس آموزش فیلم دید. اولین نقش سینمایی‌اش را به عنوان نقش اصلی زن در فیلم موفق مارتین اسکورسیزی، خیابان‌های پایین شهر، به دست آورد. وقتی از نقش‌هایی که به او پیشنهاد می‌شد ناراضی بود، به تهیه‌کنندگی روی می‌آورد و در نهایت فیلم پس از ساعات اداری اثر اسکورسیزی را تهیه کرد. او در سال ۱۹۸۷ عضو هیئت داوران بخش دراماتیک جشنواره فیلم ساندنس بود. در سال ۱۹۸۶، رابینسون و شریک تجاری‌اش در شرکت دابل پلی پروداکشنز، گریفین دان، قراردادی دوساله با مترو گلدوین میر برای توسعه فیلم‌های سینمایی امضا کردند.

## فیلم‌شناسی

### تهیه‌کننده
- این کودک شما است (۱۹۸۳)
- پس از ساعات اداری (۱۹۸۵)
- ازنفس‌افتاده (۱۹۸۸)
- قصر سفید (۱۹۹۰)
- با افتخار (۱۹۹۴)
- به عشق مسابقه (۱۹۹۹)
- مرا دیوانه می‌کنی (۱۹۹۹)
- پاییز در نیویورک (۲۰۰۰)
- از جهنم (۲۰۰۱)
- مری و بروس (۲۰۰۴)
- بازی ۶ (۲۰۰۵)
- عالی جدید و شگفت‌انگیز (۲۰۰۵)
- جولی و جولیا (۲۰۰۹)

### بازیگر
- خیابان‌های پایین شهر (۱۹۷۳) - ترزا
- کریستی لاو را خبر کن! (۱۹۷۴, مجموعه تلویزیونی) - سالی
- حادثه (۱۹۸۸, مجموعه تلویزیونی) - جولی (آخرین حضور تلویزیونی)